# 빌보드 재팬
빌보드 재팬(Billboard Japan)은 미국에 기반을 둔 음악 잡지인 빌보드의 자매 지부이다. 일본 오사카시에 본사를 둔 일본 기업인 한신 콘텐츠 링크(한신 전기 철도의 자회사)가 운영하며, 빌보드의 모회사로부터 일본 내 빌보드 브랜드명에 대한 독점 라이선스를 보유하고 있다. 현재 www.billboard-japan.com의 링크 아래 일본 내 여러 빌보드 라이브 브랜드 음악 클럽을 관리하고 있다.
2008년 2월, 한신 콘텐츠 링크는 빌보드로부터 라이선스를 받아 빌보드 재팬 핫 100 음악 차트를 시작하였다. 2025년 기준으로, 빌보드 재팬이 집계한 차트 목록에는 빌보드 재팬 핫 앨범이라는 앨범 차트, 실물 판매 기반 차트인 톱 싱글 세일즈와 톱 앨범 세일즈, 다운로드 전용 차트인 다운로드 송과 다운로드 앨범, 애니메이션 음악 차트인 핫 애니메이션, 그리고 해외곡 차트인 핫 오버시즈 등이 포함된다.
2010년부터 2016년까지 빌보드 재팬은 빌보드 재팬 뮤직 어워드라는 연례 시상식을 개최하여, 전년도 빌보드 재팬 음악 차트에서 최고의 성적을 거둔 국내외 아티스트들에게 상을 수여하였다.

## 차트

### 싱글 및 트랙
| 제목                           | 유형                                                                  | 순위 | 설명 |
| ------------------------------ | --------------------------------------------------------------------- | ---- | --- |
| 재팬 핫 100                    | 실물 판매 + 디지털 판매 + 스트리밍 + 방송 횟수 + 비디오 재생 + 노래방 | 100  | - 종합 발매곡 차트 - 2008년 3월 3일 첫 출시 |
| 핫 애니메이션                  | 실물 판매 + 디지털 판매 + 스트리밍 + 방송 횟수 + 비디오 재생 + 노래방 | 20   | - 애니메이션 및 비디오 게임 음악 차트 - 2010년 12월 1일 첫 출시 |
| 핫 오버시즈                    | 실물 판매 + 디지털 판매 + 스트리밍 + 방송 횟수 + 비디오 재생 + 노래방 | 20   | - 서양 아티스트의 국제 발매곡 차트 - 2013년 12월 9일 첫 출시 |
| 톱 싱글 세일즈                 | 실물 판매                                                             | 100  | - 실물 싱글 판매 상위 차트 - 재팬 핫 100의 구성 차트 중 하나 |
| 다운로드 송                    | 디지털 판매                                                           | 100  | - 디지털 곡 판매 상위 차트 - 재팬 핫 100의 구성 차트 중 하나 - 라디오 송 차트가 폐지된 후 2017년 10월 9일 출시                                                           |
| 스트리밍 송                    | 스트리밍                                                              | 100  | - 스트리밍 상위 차트 - 재팬 핫 100의 구성 차트 중 하나 - 라디오 송 차트가 폐지된 후 2017년 10월 9일 출시                                                                 |
| 톱 유저 생성 송                | 비디오 재생                                                           | 20   | - 유튜브 조회수 기준 사용자 생성 동영상 상위 차트 - 재팬 핫 100의 구성 차트 중 하나 - 2020년 12월 7일 출시                                                               |
| 히트시커 송                    | 디지털 판매 + 스트리밍 + 방송 횟수 + 비디오 재생                      | 20   | - 재팬 핫 100에서 상위 20위 안에 든 적이 없는 신인 아티스트 곡 차트 - 2020년 12월 7일 출시                                                                               |
| 니코니코 보컬로이드 송 톱 20   | 비디오 조회수 + 비디오 업로드 + 댓글 + 좋아요                         | 20   | - 니코니코 동화 비디오 호스팅 서비스에 게시된 보컬로이드 곡 차트 - 2022년 12월 7일 출시 - 니코니코 동화 사이버 공격으로 인해 2024년 6월 12일부터 9월 4일까지 중단되었다. |
| 글로벌 재팬 송 익스클루딩 재팬 | 디지털 판매 + 스트리밍                                                | 20   | - 일본 외 지역에서 발매된 일본 종합곡 차트 - 2023년 9월 14일 출시 |
| 재팬 송 (대한민국)             | 디지털 판매 + 스트리밍                                                | 20   | - 대한민국에서 발매된 일본 종합곡 차트 - 2023년 9월 14일 출시 |
| 재팬 송 (싱가포르)             | 디지털 판매 + 스트리밍                                                | 20   | - 싱가포르에서 발매된 일본 종합곡 차트 - 2023년 9월 14일 출시 |
| 재팬 송 (인도)                 | 디지털 판매 + 스트리밍                                                | 20   | - 인도에서 발매된 일본 종합곡 차트 - 2023년 9월 14일 출시 |
| 재팬 송 (프랑스)               | 디지털 판매 + 스트리밍                                                | 20   | - 프랑스에서 발매된 일본 종합곡 차트 - 2023년 9월 14일 출시 |
| 재팬 송 (영국)                 | 디지털 판매 + 스트리밍                                                | 20   | - 영국에서 발매된 일본 종합곡 차트 - 2023년 9월 14일 출시 |
| 재팬 송 (태국)                 | 디지털 판매 + 스트리밍                                                | 20   | - 태국에서 발매된 일본 종합곡 차트 - 2023년 11월 9일 출시 |
| 재팬 송 (남아프리카)           | 디지털 판매 + 스트리밍                                                | 20   | - 남아프리카 공화국에서 발매된 일본 종합곡 차트 - 2023년 11월 9일 출시                                                                                                   |
| 재팬 송 (미국)                 | 디지털 판매 + 스트리밍                                                | 20   | - 미국에서 발매된 일본 종합곡 차트 - 2023년 11월 9일 출시 |
| 재팬 송 (브라질)               | 디지털 판매 + 스트리밍                                                | 20   | - 브라질에서 발매된 일본 종합곡 차트 - 2023년 11월 9일 출시 |
| 핫 샷 송                       | 디지털 판매 + 스트리밍 + 비디오 재생                                  | 20   | - 전주 대비 가장 많이 상승한 일본 곡 차트 - 2024년 12월 4일 출시 |
| 재팬 송 (대만)                 | 디지털 판매 + 스트리밍                                                | 20   | - 대만에서 발매된 일본 종합곡 차트 - 2024년 12월 5일 출시 |
| 재팬 송 (독일)                 | 디지털 판매 + 스트리밍                                                | 20   | - 독일에서 발매된 일본 종합곡 차트 - 2024년 12월 5일 출시 |
| 재팬 송 (인도네시아)           | 디지털 판매 + 스트리밍                                                | 20   | - 인도네시아에서 발매된 일본 종합곡 차트 - 2025년 3월 27일 출시 |
| 재팬 송 (말레이시아)           | 디지털 판매 + 스트리밍                                                | 20   | - 말레이시아에서 발매된 일본 종합곡 차트 - 2025년 3월 27일 출시 |

### 앨범
| 제목           | 유형                               | 순위 | 설명                                                                              |
| -------------- | ---------------------------------- | ---- | --------------------------------------------------------------------------------- |
| 핫 앨범        | 실물 판매 + 디지털 판매 + 스트리밍 | 100  | - 종합 발매 앨범 차트 (EP 포함) - 2015년 6월 4일 출시, 톱 앨범을 대체             |
| 톱 앨범 세일즈 | 실물 판매                          | 100  | - 실물 앨범 판매 상위 차트 - 핫 앨범의 구성 차트 중 하나                          |
| 다운로드 앨범  | 디지털 판매                        | 100  | - 디지털 앨범 판매 상위 차트 - 2017년 10월 9일 출시 - 핫 앨범의 구성 차트 중 하나 |

### 아티스트
| 제목          | 순위 | 설명                                                                           |
| ------------- | ---- | ------------------------------------------------------------------------------ |
| 아티스트 100  | 100  | - 재팬 핫 100과 핫 앨범에서 포인트를 얻은 아티스트 차트 - 2020년 12월 7일 출시 |
| 핫 100 작사가 | 100  | - 재팬 핫 100에서 포인트를 얻은 작사가 차트 - 2020년 12월 7일 출시             |
| 핫 100 작곡가 | 100  | - 재팬 핫 100에서 포인트를 얻은 작곡가 차트 - 2020년 12월 7일 출시             |

## 뮤직 라보
뮤직 라보 (ミュージック・ラボ)는 1970년부터 1994년까지 일본에서 발행된 음악 잡지이다. 빌보드 출판사는 1971년에 이 사업의 45%를 인수하여 빌보드 재팬/뮤직 라보를 설립했다. 이 잡지는 "핫 150", "핫 100", 핫 50을 포함한 여러 레코드 차트를 발행했다. 뮤직 라보 차트는 빌보드의 Hits of the world 섹션의 일본 부분에 사용되었다. 도쿄 음악제에는 빌보드와 뮤직 라보 어워드가 있었다.

## 같이 보기
- 빌보드 재팬 핫 100

## 내용주
1. ↑  우타우, 보이스로이드, CeVIO, 신디사이저 V와 같은 유사 음성 합성 소프트웨어도 포함된다.